# 细孔紫金牛
细孔紫金牛（学名：Ardisia porifera）为报春花科紫金牛属下的一个种。

## 扩展阅读
- 維基物種上的相關：细孔紫金牛